# Гучин-Бодья
Гучи́н-Бодья́ (рос. Гучин-Бодья, удм. Гуӵинь-Бодья) — присілок в Кізнерському районі Удмуртії, Росія.
Населення становить 79 осіб (2010, 119 у 2002).
Національний склад (2002):
- удмурти — 94 %

Урбаноніми:
- вулиці — Зарічна, Соснова